# Diakonie hospic Citadela
Diakonie hospic CITADELA je součástí Diakonie Valašské Meziříčí, které je jedním ze středisek Diakonie Českobratrské církve evangelické. Pomáhá seniorům, lidem se zdravotním znevýhodněním, nemocným a umírajícím, snaží se být nápomocná rodinám a ostatním pečujícím.

## Historie
V roce 1993 vzniklo středisko Domácí péče Diakonie ČCE ve Valašském Meziříčí a zahájilo poskytování ošetřovatelských a pečovatelských služeb, nabízejících pomoc lidem v jejich domácím prostředí. Byla rovněž otevřena půjčovna kompenzačních pomůcek. V následujícím roce vznikla myšlenka na vybudování zařízení, kde by bylo možné zajišťovat komplexní péči o nevyléčitelně nemocné klienty. K realizaci daného záměru bylo vytvořeno občanské Sdružení pro založení a podporu hospice ve Valašském Meziříčí. V rámci struktury střediska Domácí péče Diakonie ve Valašském Meziříčí bylo v roce 2001 vytvořeno substředisko Hospic. Jeho základní kámen byl položen v září za účasti ministra zdravotnictví ČR a dalších významných hostů.
V roce 2003 došlo k rozdělení původního střediska Domácí péče Diakonie ve Valašském Meziříčí na dvě samostatná střediska: Diakonie ČCE – středisko ve Valašském Meziříčí a Diakonie ČCE – hospic CITADELA. V závěru roku byla dokončena stavba hospice a byly získány všechny potřebné registrace a schválení pro zahájení zkušebního provozu.
V roce 2009 se rozšířila služba střediska Diakonie ČCE ve Valašském Meziříčí o osobní asistenci pro seniory a lidi s postižením, kteří potřebují ve svém prostředí pomoc s více činnostmi a ve větším časovém rozsahu. 
Město Valašské Meziříčí uzavřelo v roce 2010 s Diakonií ČCE – hospic CITADELA a Diakonií ČCE – středisko ve Valašském Meziříčí smlouvu o partnerství za účelem společné realizace projektu Dům sociálních služeb ve Valašském Meziříčí. Cílem projektu byla rekonstrukce budovy bývalého konviktu, později plicního oddělení nemocnice a léčebny dlouhodobě nemocných tak, aby v ní střediska Diakonie mohla poskytovat sociální služby. V listopadu začala rekonstrukce této budovy s cílem vytvořit zde moderní zázemí pro poskytování komplexních sociálních služeb pobytových, ambulantních i terénních. Středisko Diakonie ČCE ve Valašském Meziříčí začalo v rámci ošetřovatelské služby poskytovat domácí paliativní péči.
Dne 26. září 2011 proběhlo slavnostní předání zrekonstruované budovy Domu sociálních služeb a 3. října stěhování klientů sociálních služeb Diakonie ČCE – hospic CITADELA. V listopadu se z prostor na Vrbenské ulici do přízemí zrekonstruované budovy Domu sociálních služeb přestěhovalo také středisko domácí péče Diakonie ČCE.
K 1. 1 .2012 proběhla registrace a zřízení nové služby v Diakonii ČCE – hospic CITADELA podle § 50 zákona 108/2006 Sb. domov se zvláštním režimem v Domě sociálních služeb. K 31. 12. byla ukončena služba podle § 52 zákona 108/2006 Sb. sociální služby poskytované ve zdravotnických zařízeních lůžkové péče.
K 1. 1. 2013 proběhla registrace a zřízení nové služby v Diakonii ČCE – hospic CITADELA podle § 49 zákona 108/2006 Sb. domov pro seniory v Domě sociálních služeb. Ke konci roku ukončil své desetileté působení na pozici ředitele Diakonie ČCE – hospic CITADELA pan Ing. Miloslav Běťák. V tomto roce Diakonie ČCE – středisko ve Valašském Meziříčí založilo dceřinou společnost 1. Valašskou diakonickou, s.r.o. za účelem sociálního podnikání; založilo také dva sociální podniky Palomino a Secondhelp, kde byla vytvořeny pracovní místa pro lidi se zdravotním znevýhodněním.
V roce 2014 do Diakonie ČCE – hospic CITADELA nastoupila nová ředitelka paní Mgr. Květoslava Othová.
Diakonie ČCE – středisko ve Valašském Meziříčí zahájilo službu sociální rehabilitace. Zapojilo se do projektu Pečuj doma zaměřeném na podporu rodin, které doma pečují o člena rodiny.
Dne 1. července 2015 proběhla registrace služby Diakonie ČCE – hospic CITADELA podle § 52 zákona 108/2006 Sb. sociální služby poskytované ve zdravotnických zařízeních lůžkové péče. Diakonie ČCE – středisko ve Valašském Meziříčí zahájilo službu Chráněného bydlení JOHANNES pro dospělé lidi s mentálním postižením, rozšířilo služby sociální rehabilitace do Rožnova pod Radhoštěm a založilo pobočky Sociálního podniku Secondhelp v Rožnově pod Radhoštěm.
K 1. listopadu 2016 zahájila Diakonie ČCE – hospic CITADELA činnost Ambulance paliativní medicíny. Dne 31. prosince došlo k ukončení služby Domovy pro seniory podle zákona č. 108/2006 Sb. Ve spolupráci se sesterskou organizací Diakonie ČCE – hospicem CITADELA zahájilo Diakonie ČCE – středisko ve Valašském Meziříčí činnost Domácího hospice SPOLEČNOU CESTOU.
Od 1. ledna 2017 došlo v Diakonii ČCE – hospic CITADELA ke změně registrace služby Domov se zvláštním režimem, jednalo se o změnu kapacity služby z 21 lůžek na 42 lůžek. V Diakonii ČCE – středisko ve Valašském Meziříčí proběhlo otevření Poradny pro pečující ve spolupráci s nemocnicí Agel ve Valašském Meziříčí. Byly založeny svépomocné skupiny pro pečující o lidi s demencí a byl zahájen provoz služby Matteo, která se snaží pomoci znevýhodněným nebo zdravotně postiženým lidem připravit se na zaměstnání a následně pracovní místo i získat.
V roce 2018 proběhly oslavy 25. výročí existence působení ve Valašském Meziříčí a přípravy na budoucí slučování Diakonie ČCE – střediska ve Valašském Meziříčí a Diakonie ČCE – hospic CITADELA. Ke konci roku ukončila své působení na pozici ředitelky Diakonie ČCE – střediska ve Valašském Meziříčí paní Mgr. Zdislava Odstrčilová.
V roce 2019 byl zahájen proces slučování obou středisek. K procesu slučování byl na funkci ředitele jmenován pan Ing. Miloslav Běťák. V Diakonii ČCE – středisku ve Valašském Meziříčí vzniklo rozšíření pečovatelské služby o odlehčovací službu jako pomoc pro pečující osoby, kteří potřebují odpočinek. Proběhlo ukončení Sociálního podniku Secondhelp (zrušeny prodejny v Kopřivnici a Novém Jičíně) v 1. Valašské diakonické, s.r.o., a vznikl sociální podnik pod novým názvem Sociální podnik Na ramínku.
Rok 2020 přinesl Vznik nového sloučeného střediska Diakonie Valašské Meziříčí pod vedením paní ředitelky Mgr. Květoslavy Othové. V roce 2022 došlo k osamostatnění 1. Valašské diakonické, s.r.o. a její přejmenování na 1. Valašskou dílnu, s.r.o., ředitelkou je Ing. Aneta Klimentová.
V roce 2023 oslavila Diakonie ve Valašském Meziříčí 30. výročí svého působení ve Valašském Meziříčí. Od 1. 1. 2024 nastoupila do funkce ředitelky Diakonie Valašské Meziříčí Bc. Lenka Kostelná, která nahradila ve funkci Mgr. Květoslavu Othovou.

## Poskytované služby
V roce 2018 poskytuje hospic zdravotní a sociální služby, které jsou určeny především pro nemocné a umírající a pro seniory.
- Lůžkový hospic
- Ambulance paliativní medicíny
- Odlehčovací služby
- Sociálně-zdravotní lůžka
- Domov se zvláštním režimem

## Galerie

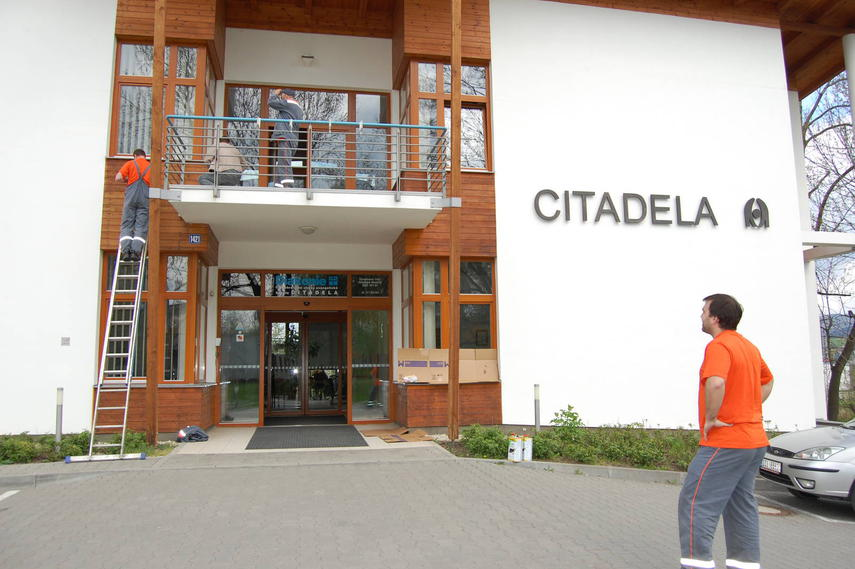
Hospic Citadela – vstup
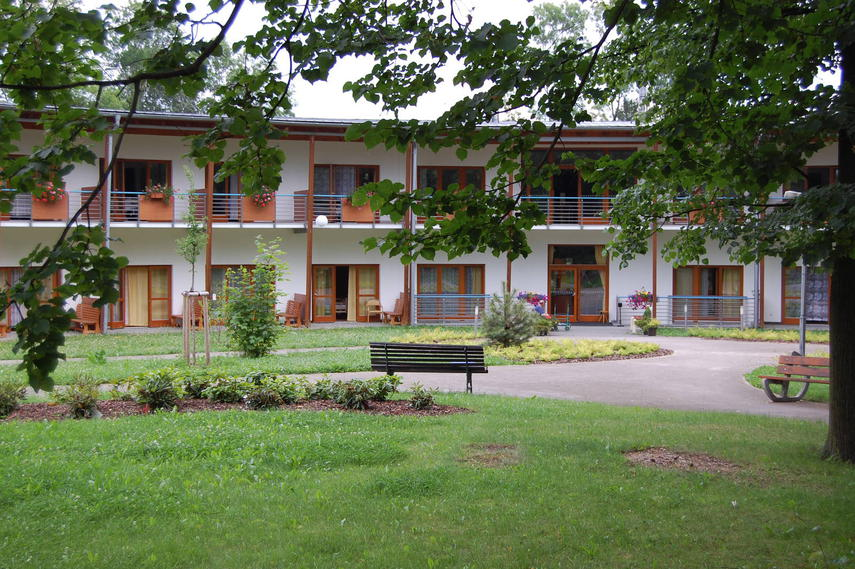
Vnitřní strana hospice
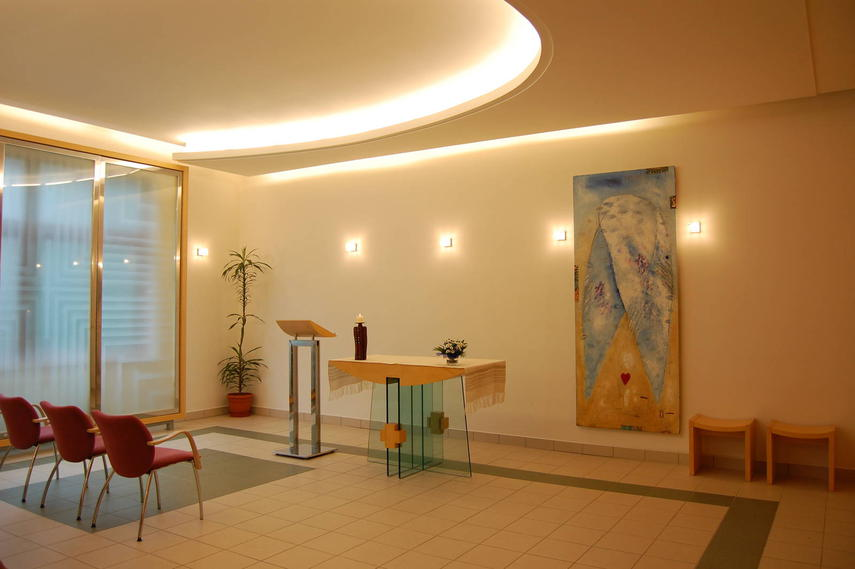
Kaple v hospici